# 包伟民
包伟民(1956年—)，浙江宁波人，中国人民大学历史学院教授，2012年度中华人民共和国教育部长江学者特聘教授，中国宋史研究会会长。主要研究方向包括宋代史、中国古代经济史以及近代东南区域史等。

## 生平
包伟民教授1988年获北京大学历史学系历史学博士学位。其后曾在杭州大学和浙江大学任教，担任过浙江大学中国古代史研究所所长，现任中国人民大学历史学院教授。

## 学术成就
著有《江南市镇及其近代命运》、《宋代地方财政史研究》、《传统国家与社会：960－1279年》、《宋代城市研究》等，编著有《武义南宋徐谓礼文书》和《龙泉司法档案选编》。